# Alexandre (homem claríssimo)
Alexandre (em grego: Αλέξανδρος; romaniz.: Aléxandros; em latim: Alexandrus) foi um cortesão bizantino do século VI, ativo no reinado do imperador Maurício (r. 582–602), conhecido a partir de menções na correspondência do papa Gregório I (r. 590–604). Vivia em Constantinopla e é possível que tenha sido filho ou genro de Narses e sua provável esposa Hesíquia. Também é possível que tenha sido o irmão de Teodoro e Marino. Propõe-se que tenha sido homem claríssimo, o que significa que era membro do senado.